# Vladyka Kraje
Vladyka Kraje (anglicky Thain) je fiktivní titul vyskytující se v Pánu Prstenů J. R. R. Tolkiena. Jeho držitelé mají kontrolu nad všemi ozbrojenými jednotkami hobitů v Kraji. V čase Války o Prsten Kraj žádné ozbrojené jednotky nevlastnil, a tak byla funkce vladyky spíše formální a faktickou moc nad krajem držel starosta Velké Kopaniny.

## Historie
Úřad vladyky Kraje vznikl v roce 379 k.l., po smrti posledního krále Arthedainu, Arveduiho. Do té doby totiž Kraj formálně spadal pod královský dvůr ve Fornostu. Hobiti si tedy zvolili vladyku, který by organizoval obranu v případě napadení (tehdy ještě existovalo reálné nebezpečí ze strany Angmaru). Volba padla na jistého Raddu z Blat, a úřad se stal dědičným pro Starorády, Raddovy potomky. V roce 740 k.l., v souvislosti s odchodem Starorádů do Východní marky a založení Rádovska, úřad přešel na rodinu Bralů. Pravděpodobně jediné případy v historii, kdy byl Kraj skutečně napaden, byla Bitva na Zeleném poli roku 1147 k.l., kdy byli Kraj napadnuvší skřeti na hlavu poražení mladším synem vladyky Isumbrase III., Bandobrasem Bučivojem, a Bitva u Povodí roku 1419 k.l. Tehdy, ke konci Války o Prsten, napadla Kraj skupina „darebáků“ vedených Sarumanem, kteří byli poraženi narychlo sebranou hotovostí vedenou Peregrinem Bralem ze Společenstva Prstenu. V obou těchto případech ale nezasáhl přímo vladyka, nýbrž jeho syn.

## Seznam vladyků
- I. Radda z Blat (379-?)
- II. – XI. vladykové z rodu Starorádů
- XII. Gorhendad Starorád (?-740)
- XIII. Isumbras I. (740-?) – první Bralský vladyka
- XIV. – XXI. vladykové z rodu Bralů
- XXII. Hromželezo II. (1083-1122)
- XXIII. Isumbras III. (1122-1159) – za jeho vlády došlo k bitvě na Zeleném poli
- XXIV. Ferumbras II. (1159-1201)
- XXV. Fortinbras I. (1201-1248)
- XXVI. Gerontius „Starý Bral“ (1248-1320)
- XXVII. Hromželezo III. (1320-1330)
- XXVIII. Isumbras IV. (1330-1339)
- XXIX. Fortinbras II. (1339-1380)
- XXX. Ferumbras III. (1380-1415)
- XXXI. Paladin II. (1415-1434)
- XXXII. Peregrin I. „Pipin“ (1434-1484)
- XXXIII. Faramir I. (1484-?)
- XXXIV. – ?. neznámí vladykové z rodu Bralů, linie pokračovala po celou dobu existence Kraje